# باول ويلكينسون (أكاديمي)
باول ويلكينسون (بالإنجليزية: Paul Wilkinson)‏ هو أكاديمي بريطاني، ولد في 9 مايو 1937 في هارو ‏ في المملكة المتحدة، وتوفي في 11 أغسطس 2011.